# Rehna
Rehna är en stad med omkring 3 600 invånare i Mecklenburg-Vorpommern, Tyskland. Staden ligger vid floden Radegast mellan städerna Lübeck och Schwerin i distriktet Nordwestmecklenburg.
Staden ingår i kommunalförbundet Amt Rehna tillsammans med kommunerna Carlow, Dechow, Groß Molzahn, Holdorf, Königsfeld, Rieps, Schlagsdorf, Thandorf, Utecht och Wedendorfersee.

## Historia
Före 1200-talet fanns en slavisk borg på Rehnas nuvarande ställe vid floden Radegast. Boplatsen låg vid handelsvägen mellan Lübeck och Schwerin. Under andra hälften av 1100-talet tillhörde Rehna grevskapet Ratzeburg och sedan 1201 tillhörde Rehna Mecklenburg. Mellan 1230 och 1236 grundades i Rehna ett benediktinkloster( nunnekloster), som var ett betydande och rikt kloster under 1400 och 1500-talet i Mecklenburg, eftersom klostret hade några egna landerier. Efter tyska reformationen blev klostret sekulariserat år 1552. Sina stadsrättigheter fick Rehna år 1791.
1897 öppnades järnvägen från Rehna till den mecklenburgska huvudstaden Schwerin och 1919 grundades Rehnas första elektricitetsverk. Mellan 1950 och 2004 inkorporerades grannbyarna Othenstorf, Brützkow och Löwitz som idag är stadsdelar.

### Befolkningsutveckling
Befolkningsutveckling  i Rehna
Källa:,

## Sevärdheter
- Klostret Rehna, fordom benediktinkloster (från 1200-talet)
- ”Deutsches Haus”, korsvirkehus från 1500-talet
- Löwitz herrgård i ortsdelen Löwitz, uppfördes i nygotisk stil (1827)

## Vänorter
- Tamsalu i Estland[11]
- Svenljunga i Sverige
- Šveicarija i Litauen

## Galleri

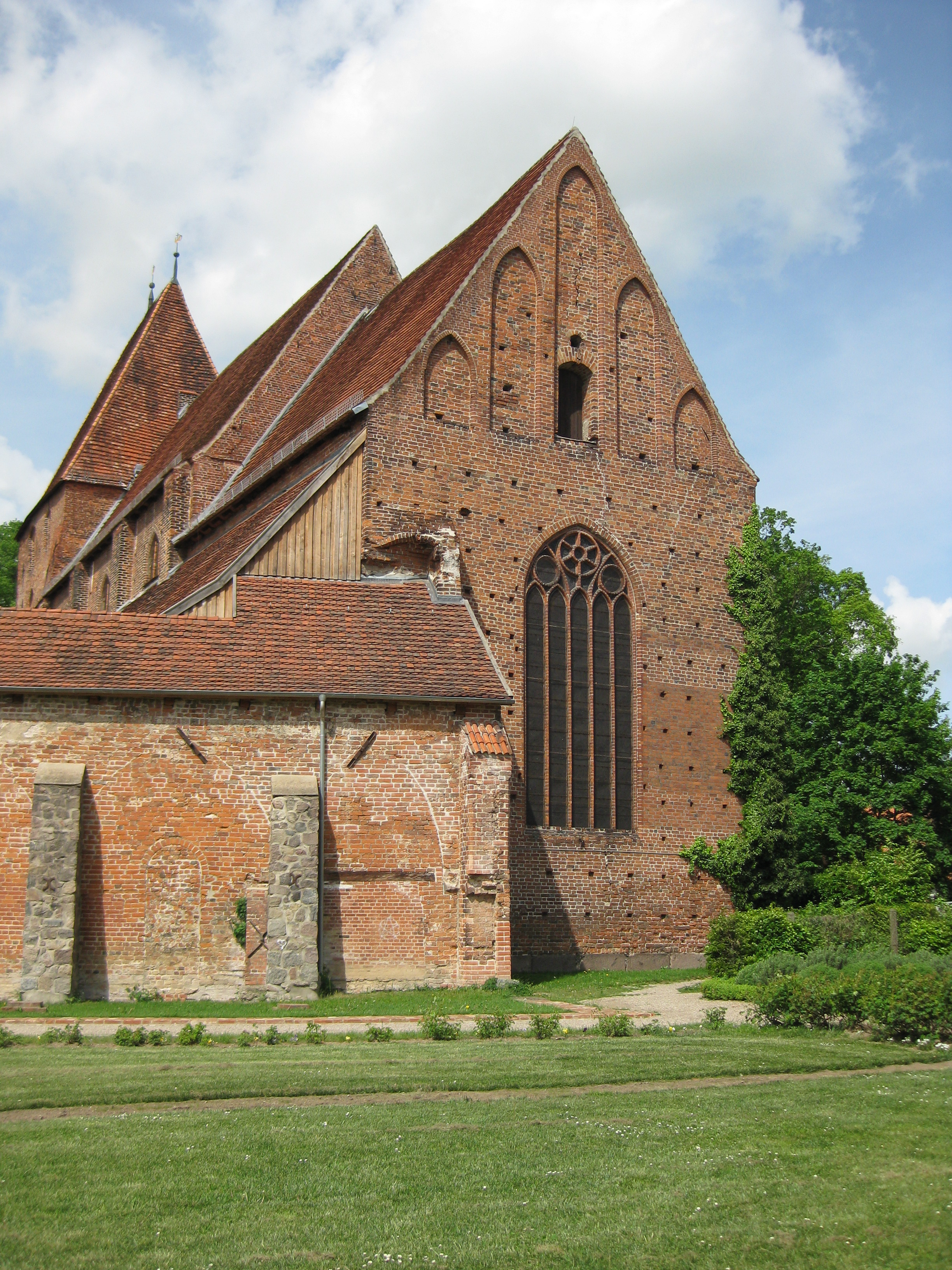
Klostret Rehna
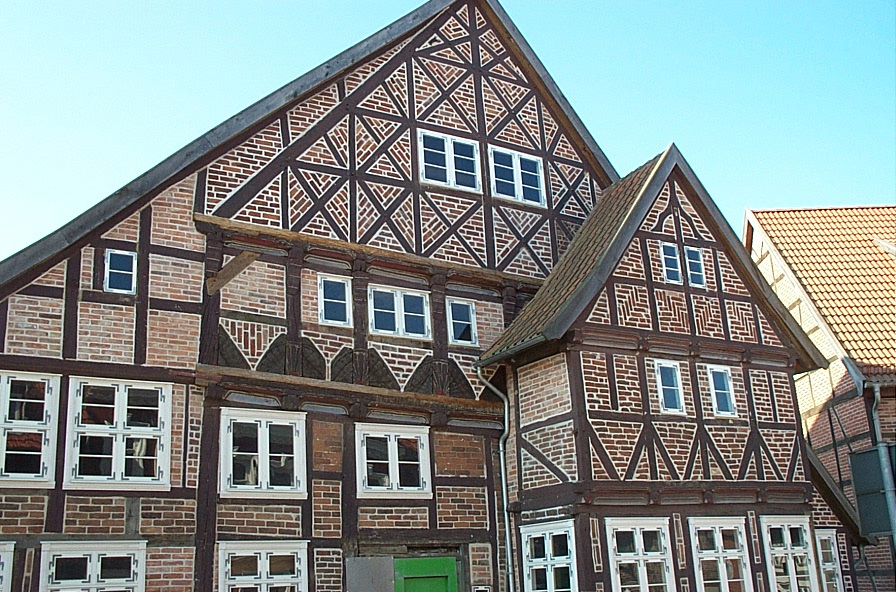
”Deutsches Haus” från 1500-talet